# ボアフィッシュ (潜水艦)
ボアフィッシュ (USS Boarfish, SS-327) は、アメリカ海軍の潜水艦。バラオ級潜水艦の一隻。艦名は猪のように突き出た鼻を持つカワビシャ科やヒシダイ科の総称に因んで命名された。

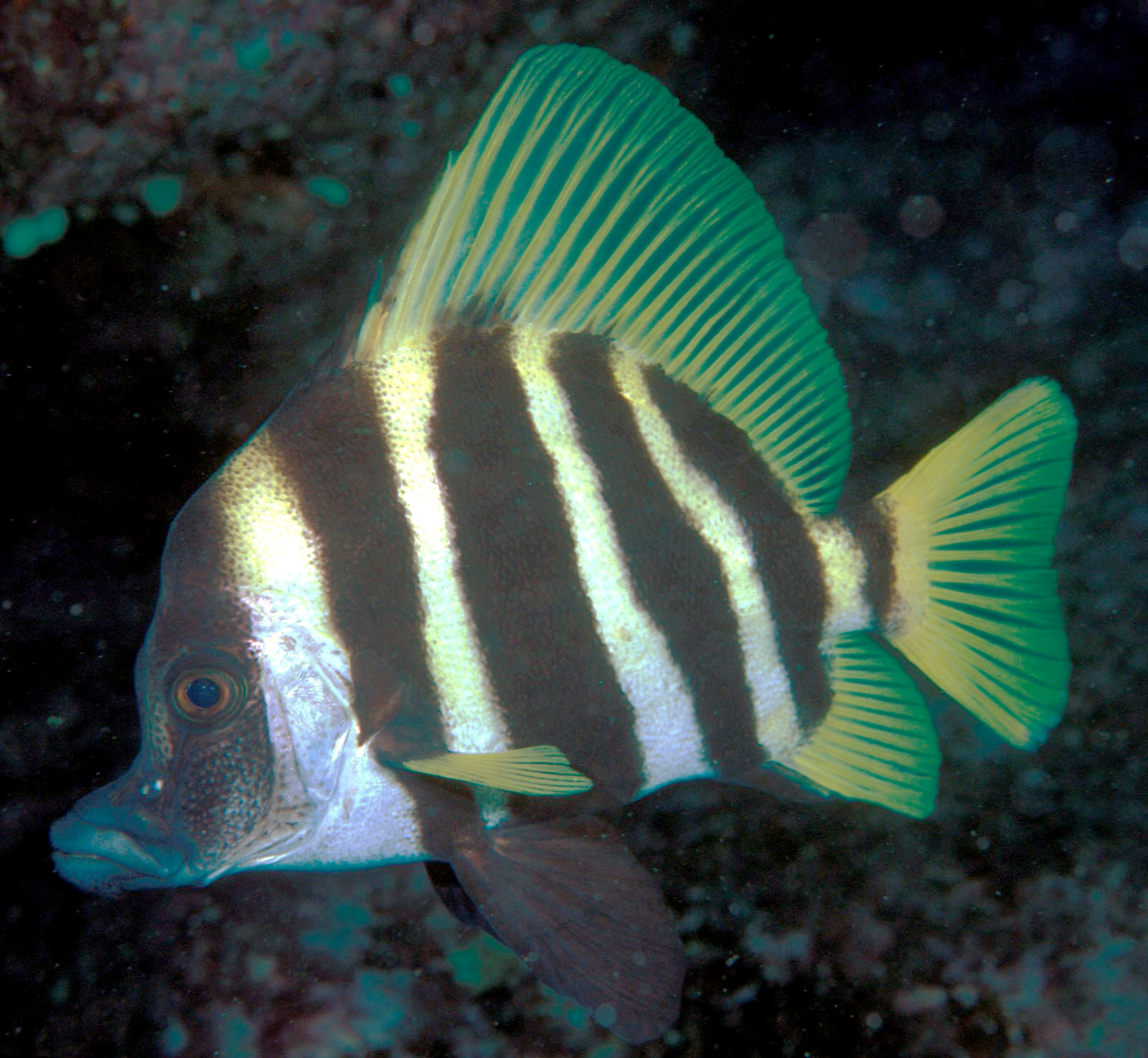
テングダイ（Striped boarfish）

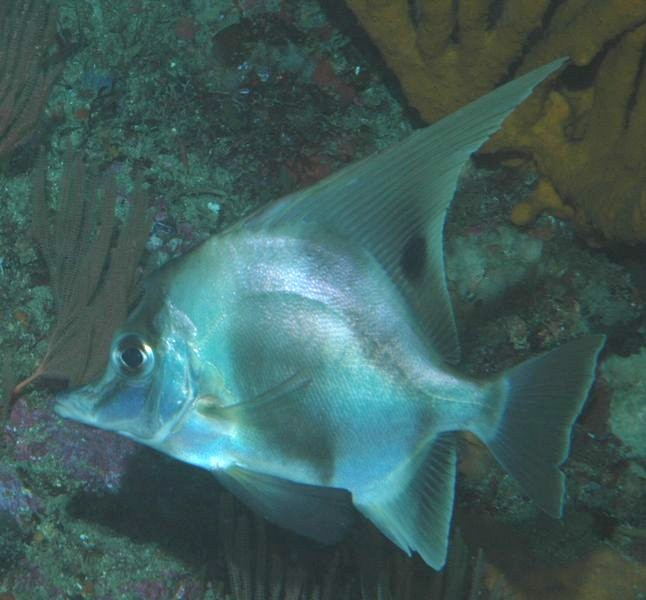
ロングフィン・ボアフィッシュ（Longfin boarfish）

## 艦歴
ボアフィッシュは1943年8月12日にコネチカット州グロトンのエレクトリック・ボート社で起工した。1944年5月21日にバーバラ・ウォルシュ（ニュージャージー州選出上院議員アーサー・ウォルシュの娘）によって命名、進水し、9月23日に艦長ロイス・L・グロス少佐（アナポリス1930年組）の指揮下就役する。ニューイングランド水域での訓練を経て、10月29日にニューロンドンを後にして太平洋に向かった。途中、パナマ運河水域で1週間訓練を実施し、11月21日に出航。12月2日に真珠湾に到着して、さらに3週間に及ぶ訓練に従事した。

### 第1、第2の哨戒 1944年12月 - 1945年4月
12月24日、ボアフィッシュは最初の哨戒で南シナ海に向かった。1945年1月5日にサイパン島に寄港し、整備の後哨区に到着した。1月21日、ボアフィッシュは5隻か6隻ぐらいの小さな輸送船団をレーダーで探知。16本の魚雷を全ての目標に向け、3回に分けて発射。しかし、効果不明のまま夜明けには攻撃を終了した。1月31日、ボアフィッシュは北緯14度56分 東経109度00分 / 北緯14.933度 東経109.000度のインドシナ半島バタンガン岬北方で、2隻の貨物船と数隻の護衛艦を探知。これは南号作戦参加のヒ88B 船団であった。ボアフィッシュは護衛艦の監視をかいくぐり、明け方5時50分ごろに、大越丸（大阪商船、6,890トン）と延喜丸（日本郵船、6,968トン）に向けて魚雷を発射。魚雷は両船に命中し、延喜丸は船体折損して8時5分ごろ沈没。大越丸は損傷甚だしく沿岸に座礁し放棄された後、第14空軍機によって破壊された。2月15日、ボアフィッシュは52日間の行動を終えてフリーマントルに帰投。潜水母艦ユーラール (USS Euryale, AS-22) による整備を受けた。
3月11日、ボアフィッシュは2回目の哨戒で南シナ海に向かった。3月28日夜に北緯14度18分 東経109度20分 / 北緯14.300度 東経109.333度の地点で2つの小輸送船団を発見し攻撃したものの、護衛艦の立ち回りにより攻撃は首尾よくいかなかった。また、インドシナ半島沿岸部を2度にわたって偵察した。4月21日、ボアフィッシュは42日間の行動を終えてスービック湾に帰投。潜水母艦アンテドン (USS Anthedon, AS-24) による整備を受けた。艦長がエドワード・C・ブロンツ・ジュニア（アナポリス1939年組）に代わった。

### 第3、第4の哨戒 1945年5月 - 8月
5月16日、ボアフィッシュは3回目の哨戒でジャワ海に向かった。5月27日、ボアフィッシュはジャンクを攻撃し証拠を求めたものの、成果は不明だった。2日後の5月29日、ボアフィッシュは南緯05度48分 東経105度58分 / 南緯5.800度 東経105.967度の地点で3隻の貨物船と2隻の護衛艦からなる輸送船団を発見。ボアフィッシュは貨物船に向けて魚雷を発射し、潜望鏡越しにその様子を観測した。その時、護衛艦が反撃してきたので、ボアフィッシュは66メートル、次いで73メートルの深度に潜航した。しかし、頭上で8発の爆雷が炸裂し、ボアフィッシュは揺さぶられた。反撃が終わり、55メートルの深度に戻って調査するとプロペラが破壊されており、これ以上の哨戒任務は不可能と判断された。6月8日、ボアフィッシュは23日間の行動を終えてフリーマントルに帰投。潜水母艦クライタイ (USS Clytie, AS-26) による整備を受けた。
7月5日、ボアフィッシュは4回目の哨戒でブレニー (USS Blenny, SS-324) 、チュブ (USS Chub, SS-329) とウルフパックを構成してジャワ海に向かった。7月8日には爆撃を受けたが被害はなかった。7月29日、ボアフィッシュは味方機のシンガポール空襲に対する支援任務に従事し、任務終了後マレー半島東岸部を偵察した。8月10日、ボアフィッシュは36日間の行動を終えてスービック湾に帰投。潜水母艦ハワード・W・ギルモア (USS Howard W. Gilmore, AS-16) による整備を受けた。5日後、戦争は終わった。
ボアフィッシュは第二次世界大戦の戦功で1個の従軍星章を受章した。

### 戦後
ボアフィッシュは8月30日にハワード・W・ギルモアおよび17隻の僚艦と共にスービック湾を出航した。9月5日にそれらと別れ、グアムアプラ港に入港、同地でしばらくの間訓練および演習に従事した。11月17日に出航し真珠湾経由でサンディエゴに向かい、1946年2月初めに到着した。その後は9月までサンディエゴを拠点として沿岸での訓練に従事し、9月9日に西太平洋に向けて出航する。真珠湾に短期間停泊した後、10月1日に出航、ミッドウェー島、南鳥島、沖縄、青島、グアムを訪問した。11月11日にサンディエゴに向かい、到着後は沿岸での作戦活動を再開した。ボアフィッシュは1947年2月に真珠湾を訪問、7月から11月までアラスカ州、カナダを訪問した以外は11月15日までサンディエゴ海域に留まった。7月30日にはベーリング海の極冠を調査する部隊の旗艦に指定される。当該任務にはアラン・R・マッカーン少将率いる第17.3任務群が命じられ、氷の下でのソナー動作を試験するのが目的であった。実験には開発者のウォルドー・K・リオン博士も同乗した。11月15日にボアフィッシュはメア・アイランド海軍造船所入りし、トルコ海軍への引き渡しに備えたオーバーホールが行われた。
1948年2月21日、ボアフィッシュはメア・アイランドを出航し、サンディエゴ、パナマ、ニューロンドン、マルタ、ポート・アゴストリを経由し、トルコのイズミルに向かう。5月23日にボアフィッシュは退役し、直ちにトルコ海軍でサカリヤ (TCG Sakarya, S 332) として就役した。艦名は1921年のサカリヤの戦いに因んで名付けられ、その名を持つ潜水艦としては2隻目であった。ボアフィッシュは1948年5月20日にアメリカ海軍を除籍され、相互防衛援助計画の下8月23日にトルコに売却された。その後、1974年1月1日にスクラップのためアメリカ合衆国に返却された。